# Buråsbotnen
Der Buråsbotnen ist ein Kar im ostantarktischen Königin-Maud-Land. Im nördlichen Teil der Kottasbergen in der Heimefrontfjellaliegt es zwischen dem Helsetskarvet und dem Schivestolen.
Wissenschaftler des Norwegischen Polarinstituts benannten ihn 1969 nach dem norwegischen Holzfäller und zwölffachen Vater Ole Burås (1899–1944), der am 22. April 1944 von der Gestapo beim Versuch ermordet worden ist, Juden die Flucht vom besetzten Norwegen nach Schweden zu ermöglichen.